# Nichts als Ärger
Nichts als Ärger ist ein Brett- und Kartenspiel mit 52 Zusatzkarten für den Brettspielklassiker Mensch ärgere Dich nicht. Das Kartenset erschien 1999 beim Heidelberger Spieleverlag für 2–6 Spieler von Frank Stark und wendet sich an Mitspieler ab etwa 7 Jahren. 2001 erschien die Erweiterung „Noch mehr Ärger“ und 2008 erschien die dritte Erweiterung „Ärger dich schwarz“.

## Regeln
Zusätzlich zum Kartenset benötigt man noch das Original-Mensch-ärgere-Dich-nicht–Spiel. Man beginnt mit den allseits bekannten Regeln für dieses Spiel. Neu ist dabei allerdings, dass auf einem Feld mehrere Figuren stehen können, es also keinen Schlagzwang gibt.
Wer seinen Pöppel gezogen hat, darf nun eine Karte vom Stapel ziehen. Man darf allerdings nie mehr als fünf Karten auf der Hand halten.
Es existieren drei verschiedene Kartenarten:
- Sofort-Karten. Wer eine solche zieht, muss diese sofort laut vorlesen und die Aktion ausführen.
- Jederzeit-Karten. Diese Karten dürfen immer gespielt werden, egal ob man am Zug ist oder nicht. Meist sind es Verteidigungskarten, mit welchen man sich vor Angriffen anderer Spieler schützen kann.
- Normale Karten. Diese können immer nur gespielt werden, wenn man am Zug ist. Entweder man würfelt ganz normal, zieht seine Figur und nimmt sich dann eine Karte vom Nachziehstapel oder man spielt eine Karte aus, führt die entsprechende Aktion aus und zieht keine Karte mehr nach.

Einige Beispiele (Auswahl), was alles durch die Karten geschehen kann:
Mit den Karten aus dem Spiel kann man etwa die Position von Figuren untereinander vertauschen oder auch zusätzliche Spielzüge durchführen. Manche Karten erlauben die Zugweite voranzutreiben (Siebenmeilenstiefel) oder aber auch alle Spielfiguren auf einmal ins Spiel bringen. Die Bombenkarte erlaubt bei einem bestimmten Würfelwurf alle gegnerischen Figuren aus einem bestimmten Spielfeldbereich zurückzuschicken. Bei einer Karte ist es gestattet, andere Spielfiguren zu erschießen, ohne auf ihr Feld zu ziehen oder aber mit seinen Figuren zu ziehen, obwohl man eigentlich noch nicht dran ist. Schließlich ist es gar möglich, ein Unentschieden des Spieles herbeizuführen, wenn bestimmte Voraussetzungen erfüllt sind und man etwa gleichzeitig zwei Pöppel verschiedener Mitspieler ins Ziel schickt.